# Цветан Тодоров (езиковед)
Цветан Тодоров Белчев е български езиковед и етнограф.
Роден е на 3 декември 1899 година в Лом. Преподава в Софийския университет и участва в съставянето на първото издание на „Български тълковен речник“. От 1946 година е член-кореспондент на Българската академия на науките. От 1953 до 1962 година чете в университета лекции по старобългарски език и славянска етнография и ръководи фолклорната секция в Етнографския институт, а през периода 1958 – 1962 година е директор на института. От 1959 година до смъртта си ръководи секцията в Института за български език, която започва разработването на „Речник на българския език“.
Цветан Тодоров умира на 31 януари 1962 година.